# Quand Joseph revient
Quand Joseph revient (titre original : Ha megjön József) est un film hongrois, réalisé en 1976 par Zsolt Kézdi-Kovács.

## Synopsis
Le marin Joseph confie sa jeune épouse Marie à sa mère Agnès, avant d'embarquer en mer Baltique. Mais les deux femmes n'entretiennent aucune sympathie mutuelle. Marie s'enfonce dans le mutisme et devient la maîtresse d'un chauffeur de taxi par peur de la solitude. Pourtant, lorsqu'elle est enceinte, un rapprochement s'effectue entre les deux femmes et toutes deux, désormais, souhaitent ardemment le retour de Joseph.

## Fiche technique
- Titre du film : Quand Joseph revient
- Titre original : Ha megjön József
- Réalisation, scénario et montage : Zsolt Kézdi-Kovács
- Photographie : János Kende, Eastmancolor
- Décors : Tamás Banovich
- Costumes : Zsuzsa Vicze
- Production : Budapest Filmstùdió/Hungarofilm
- Durée : 89 minutes
- Pays d'origine :  Hongrie
- Année de réalisation : 1976
- Diffusion en  France : 31/01/1979
- Genre : Drame psychologique

## Distribution
- Lili Monori : Mari
- Éva Ruttkai : Agnès
- György Pogány : Joseph
- Gábor Koricz : Laci
- Mária Ronyecz : son épouse

## Commentaire
- Avec ce « très beau film, pudique et sensible, sans effet, sans séquence spectaculaire, dans lequel on pénètre sur la pointe des pieds » (Dictionnaire du cinéma, Éditions Larousse), Kézdi-Kovács observe, selon Jean-Pierre Jeancolas, les comportements, les gestes quotidiens, le banal de la vie.
- Toutefois, note Isabelle Jordan, « ce n'est pas un cinéma au ras de la réalité, comme le néoréalisme. On découvre chez Kézdi-Kovács, avec cette liberté du récit, la même approche du réel que chez d'autres cinéastes européens contemporains. C'est un réalisme, mais formalisé, du quotidien, mais abstrait, un intimisme, mais sombre. » (in: revue Positif n°214, janvier 1979)
- Pour Jean-Pierre Jeancolas (in : Cinéma hongrois 1963-1988, Éditions du CNRS) Quand Joseph revient « est aussi un film admirablement mis en scène, avec la complicité de János Kende, autour de la personnalité de Lili Monori », dont Kézdi-Kovács dit : « Quand j'ai commencé à tourner, je n'étais pas conscient qu'elle deviendrait le premier rôle. Pendant le tournage, son identification au personnage a été tellement forte qu'elle a transformé beaucoup de choses. »